# Schönramer Filz

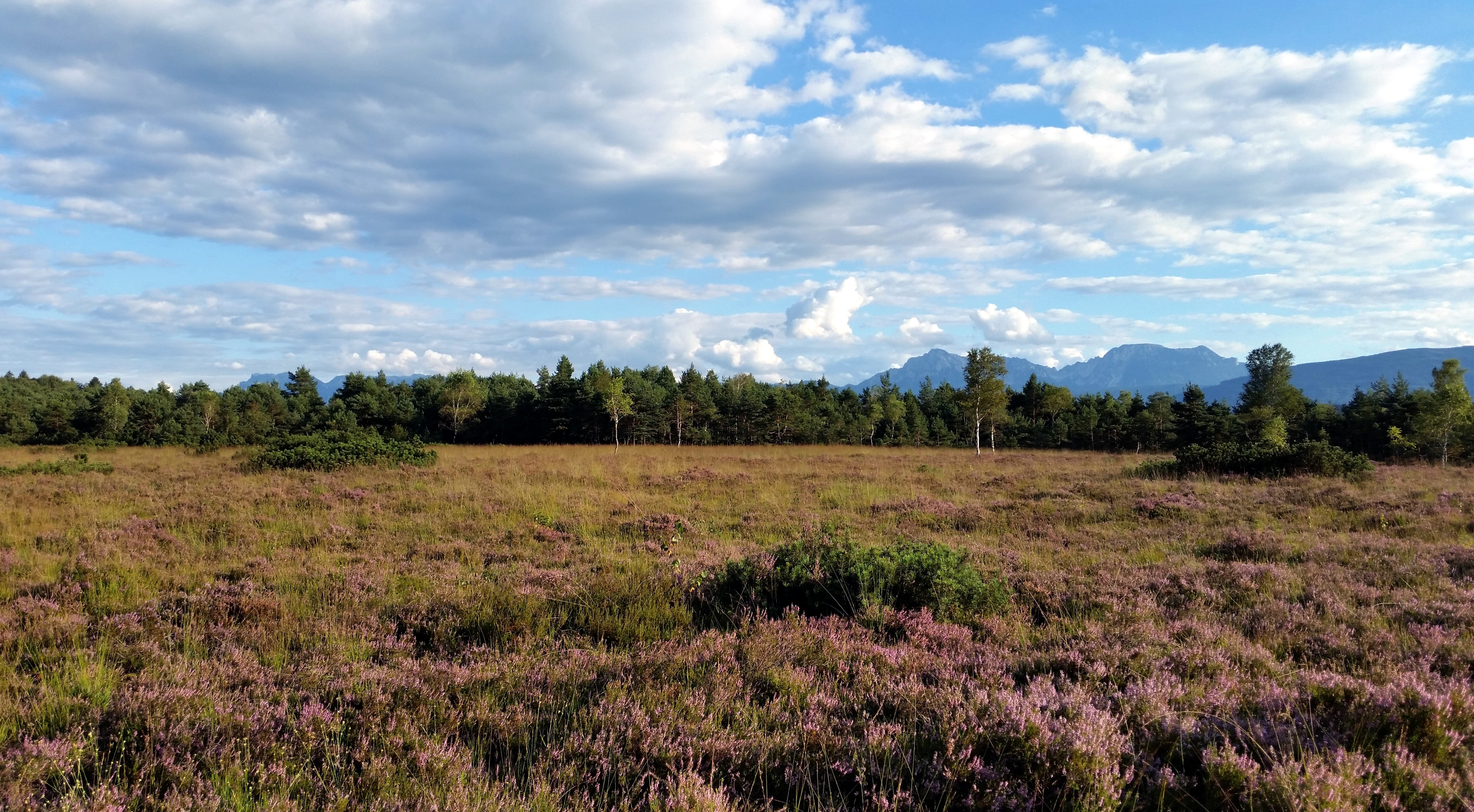
Schönramer Filz

Das Schönramer Filz ist ein Hochmoor nordöstlich von Schönram im oberbayerischen Landkreis Traunstein. Das Moor gehört zum FFH-Gebiet Moore im Salzach-Hügelland im bayerischen Alpenvorland.

## Beschreibung
Das Moor vom Typ Kiefern-Fichten-Birken-Moorwald ist über 500 ha groß, ehemalige Moorflächen sind mit Heide bewachsen. Es liegt in der östlichen kalkalpinen Jungmoräne und ist Teil des voralpinen Hügel- und Moorlands. Das Hochmoor wird durch das Kühbächel zur Sur entwässert. Die Nutzung des Moors begann um 1850. Von den 1920er-Jahren bis 1998 wurde hier großflächig Torf abgebaut und mit einer Bockerlbahn abtransportiert. 1935 wurde im Filz das Reichsarbeitsdienstlager Schönram eingerichtet. 
Als erste Renaturierungsmaßnahme erfolgte in den 1970er-Jahren in einem Torfstich die Anstauung des Moorsees. Nördlich von Schönram beginnt seit 2012 an einem Wanderparkplatz von einem Informationspunkt aus ein Lehrpfad um den Moorsee. Die Fläche des Moors wird heute von den Bayerischen Staatsforsten betreut, 56 ha sind als Naturwaldreservat ausgewiesen.

## Naturschutzgebiet
Am östlichen Rand des Filzes ist unter der Bezeichnung Schönramer Moor seit 1950 ein 52 ha großes Naturschutzgebiet ausgewiesen.